# Чорний Григорій Олександрович
Григорій Олександрович Чорний — (13 квітня 1912 — 10 січня 1979) — Герой Радянського Союзу (1943), у роки німецько-радянської війни старший телефоніст батареї 1-ї гвардійської гарматної артилерійської бригади, гвардії сержант.

## Біографія
Народився 31 березня 13 квітня 1912 в станиці Гостагаєвська (зараз Анапський район Краснодарського краю).
У Червоній армії з 1941 року. На фронтах німецько-радянської війни з вересня 1942 року. Був на посаді старшого телефоніста 1-ї гвардійської гарматної артилерійської бригади, 1-ї гвардійської артилерійської дивізії прориву 60-ї армії Воронезького (з 20 жовтня 1943 року перейменованого на 1-й Український) фронту.
Гвардії єфрейтор Г. О. Чорний 26 вересня 1943 року у складі передових стрілецьких підрозділів переправився через Дніпро у села Окунінове (Козелецький район Чернігівської області України), проклавши кабельну лінію, за допомогою якої встановив зв'язок плацдарму на правому березі Дніпра з батареєю. У ході бою передавав вказівки, брав участь у відбитті контратак гітлерівців.
17 жовтня 1943 року гвардії єфрейторові Чорному Григорію Олександровичу присвоєно звання Героя Радянського Союзу з врученням ордена Леніна і медалі «Золота Зірка».
Після війни демобілізований. Повернувся на батьківщину. Працював у Гостаєвській МТС. З 1952 року жив в Анапі. Помер 10 січня 1979 року.